# جورجی فرناندز مالدونادو سولاری
جورجی فرناندز مالدونادو سولاری (به اسپانیایی: Jorge Fernández Maldonado Solari) (زاده ۲۹ مه ۱۹۲۲ – درگذشته ۱۰ نوامبر ۲۰۰۰) سرباز و سیاست‌مدار اهل پرو بود. وی از ۳۱ ژانویه ۱۹۷۶ تا ۱۶ ژوئیه ۱۹۷۶ نخست‌وزیر این کشور بود.